# Tayshaneta myopica
Tayshaneta myopica es una especie de araña araneomorfa del género Tayshaneta, familia Leptonetidae.

## Taxonomía
La araña fue descrita por primera vez en 1974 por Willis J. Gertsch, como Leptoneta myopica. En ese momento solo se conocía desde Tooth Cave en el condado de Travis, Texas, 15 millas al noroeste de Austin. El nombre específico myopica proviene del griego myopia, "miopía". En 1977, Paolo Brignoli transfirió la especie al género Neoleptoneta. Un estudio filogenético de 2011 de Neoleptoneta y otros géneros norteamericanos de la familia Leptonetidae mostró que Neoleptoneta no era monofilético. Se erigieron varios géneros nuevos, incluido Tayshaneta, al que se transfirió Tayshaneta myopica.

## Descripción
Es una araña pequeña, de aproximadamente 1,6 mm (1⁄16 pulgadas) de longitud corporal total. En relación con su cuerpo, tiene patas largas: la primera pata, la más larga, mide unos 4,3 mm (3⁄16 pulgadas), la tercera pata, la más corta, unos 2,9 mm (1⁄8 pulgadas). Generalmente es de color blanquecino con algunas partes más amarillas. Tiene seis ojos, un grupo de cuatro al frente y dos detrás. Los ojos se describieron inicialmente como obsoletos y sin pigmento oscuro. Más tarde se descubrió que la especie se presenta en una variedad de formas, desde individuos ciegos y despigmentados hasta individuos con ojos grandes y pigmentación oscura.

## Distribución y hábitat
En 2012, se conocía a Tayshaneta myopica en cuevas en el condado de Travis y el condado de Williamson al noroeste de Austin, Texas. Se dieron seis ubicaciones en un mapa de distribución de la especie, aunque no se han dado detalles precisos de las ubicaciones, en parte por razones de conservación. Las cuevas se encuentran en Edward's Plateau, una región de piedra caliza ("karst") del centro de Texas. Las arañas Tayshaneta parecen pasar la mayor parte de su vida en su red, a excepción de los machos maduros. Sin embargo, se ha demostrado que los individuos de T. myopica de cuatro cuevas cercanas (Tooth Cave, Root Cave, Gallifer Cave y Tight Pit) tienen haplotipos de ADN mitocondrial y nuclear idénticos, lo que sugiere que se produce un movimiento entre los sitios. Se vieron individuos suspendidos debajo de telarañas bajas, de las cuales caían cuando se les molestaba.

## Conservación
Se incluyó en la Ley de especies en peligro de extinción de EE. UU. en 1988 debido a su distribución muy limitada en un área fuera de Austin, Texas, que se está urbanizando rápidamente. Los esfuerzos de conservación se han centrado en las regiones de fauna kárstica.